# Хэм (шимпанзе)
Хэм (англ. Ham; август 1956 — 19 января 1983) — первый шимпанзе-астронавт.

## Космический полёт
В декабре 1960 года обыкновенный шимпанзе Хэм тренировался выполнять простые задания — реагировать на свет и звук.

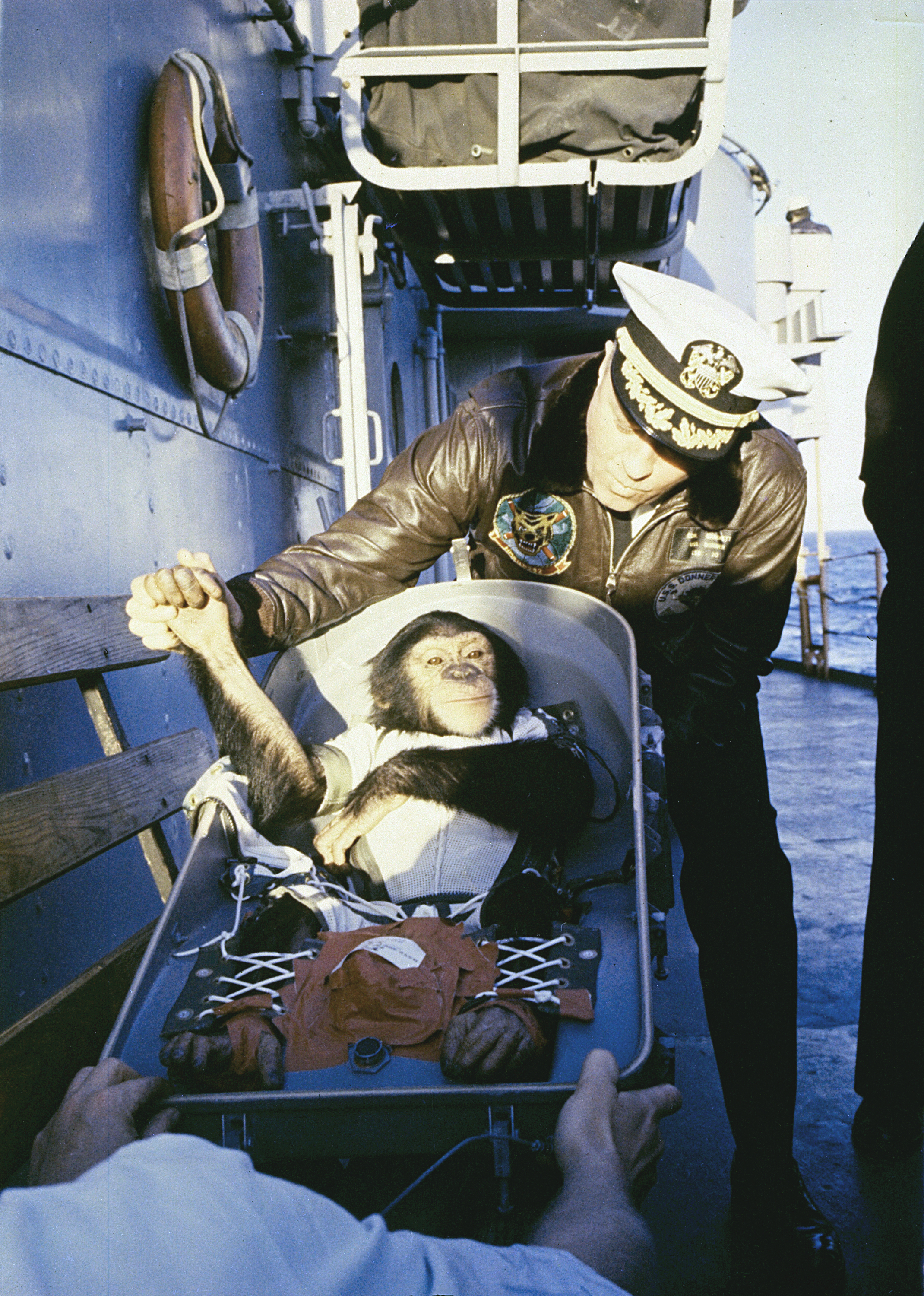
Знаменитое «рукопожатие» — Хэм после приводнения на палубе с командиром спасательного корабля

31 января 1961 года Хэм был помещён в космический корабль «Меркурий-Редстоун-2» (англ. Mercury-Redstone 2) и запущен в космос с космодрома на мысе Канаверал. Это был суборбитальный полёт. Корабль достиг высоты 157 миль (253 км). Полёт продолжался 16 минут 39 секунд. Дальность полёта — 422 мили (679 км). Хотя в кабине корабля упало давление воздуха, Хэм не пострадал от этого, так как был одет в скафандр.
В течение полёта Хэм, в ответ на каждую вспышку синего цвета, должен был не позднее пяти секунд передвинуть рычаг, если бы он этого не сделал, то получил бы удар электрическим током в подошвы ног. Хэм выполнил своё задание. Реакция Хэма в космосе была в среднем только на 0,02 секунды хуже, чем на Земле. Хэм подтвердил, что в космосе он может выполнять свои задания так же, как и на Земле.
Корабль «Меркурий» с Хэмом на борту приводнился в Атлантическом океане и был поднят на спасательное судно.
Полёт Хэма был предпоследней репетицией перед первым суборбитальным полётом американского астронавта в космос, последним из шимпанзе летал Энос.

## Поздние годы

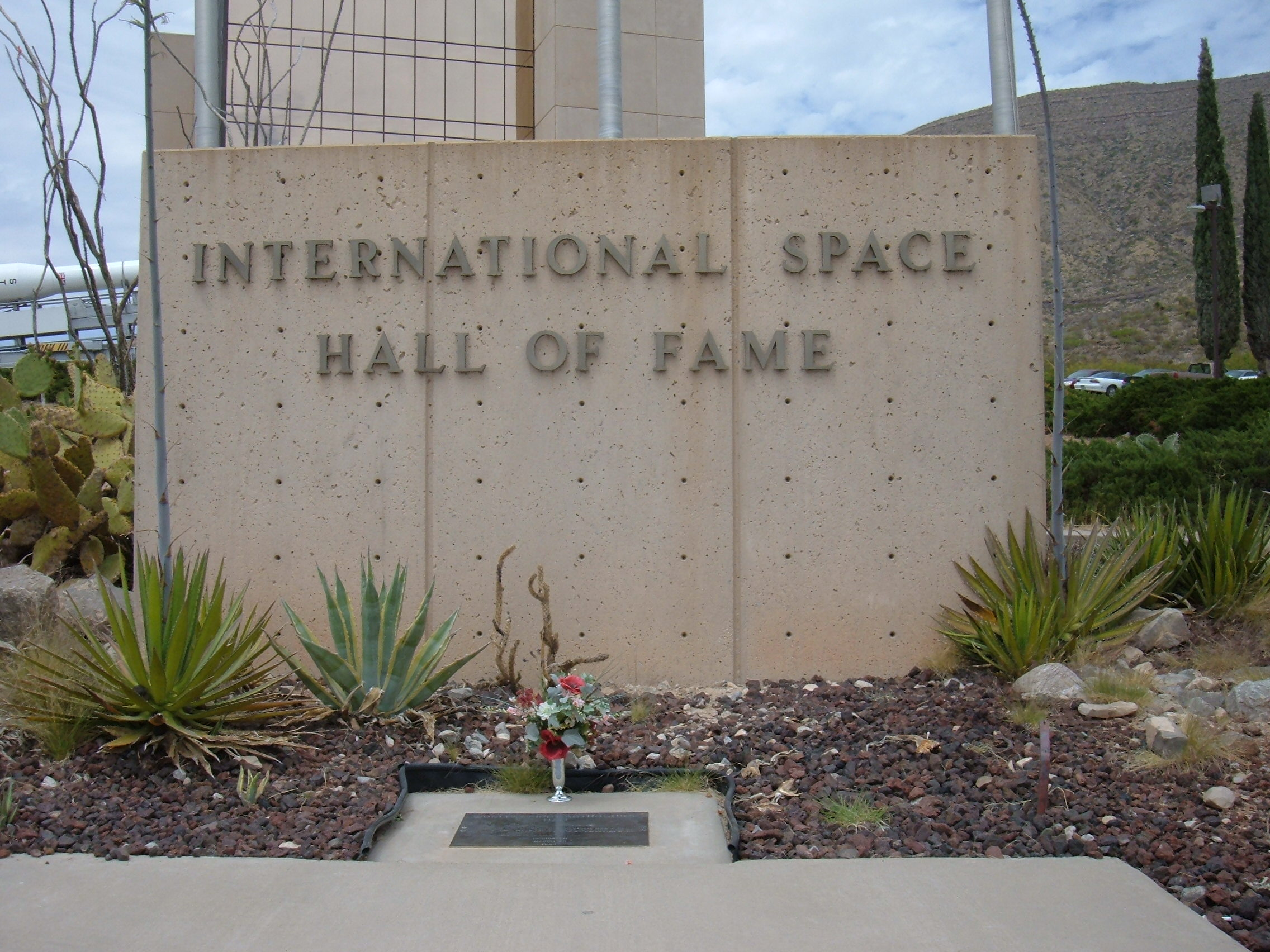
Могила Хэма на территории Музея истории космонавтики в Аламогордо, Нью-Мексико

После космического полёта Хэм 17 лет жил в Смитсоновском зоопарке в Вашингтоне, а затем в зоопарке Северной Каролины. Он периодически появлялся на телевидении и снялся в одном фильме. Хэм умер 19 января 1983 года в возрасте 26 лет.
Дублером Хэма была шимпанзе Минни, единственная самка, которую тренировали для космического полёта. После окончания программы «Меркурий», Минни участвовала в исследованиях в военно-воздушных силах. За свою жизнь Минни принесла девять детёнышей. Минни жила дольше всех шимпанзе, участвовавших в космической программе. Она умерла в возрасте 41 года 14 марта 1998 года. Минни похоронена рядом с Хэмом на территории Международного космического зала славы (International Space Hall of Fame), в Аламогордо (Нью-Мексико).